# Ricas y famosas
Ricas y famosas (título original: Rich and famous) de 1981, fue la última película del director George Cukor, quien moriría dos años después de su estreno. Esta impresionante historia sobre la amistad entre dos mujeres, tuvo en su metraje las partituras de George Delerue. Contó con David Selby, actor que justo después se incorporaría al elenco de actores de la serie de televisión  norteamericana Falcon Crest, y  supuso el debut cinematográfico de una jovencísima Meg Ryan en un pequeño papel secundario.

## Argumento
Historia de amistad, encuentros y desencuentros entre dos mujeres, desde su infancia hasta su madurez.
En los Estados Unidos de los años 50, las dos amigas se separan: Merry Noel (Candice Bergen) abandona la escuela superior y también  a Liz Hamilton (Jacqueline Bisset) para casarse con Doug (David Selby) antiguo novio de Liz. Veinte años después, Merry se ha convertido en una moderna madre y ama de casa, en medio de la jet-set hollywodiense de Malibú, California, y Liz se ha revelado como una escritora de cierto prestigio intelectual, afincada en el Nueva York de los años 70. 
Una gira por California permite a Liz visitar la casa de Merry. Allí Merry parece vivir entregada a su casa pero rodeada del ambiente frívolo y superficial que supone la colonia de actores de Malibu... Pero, Liz descubre en Merry una faceta inédita... Una noche, Merry le lee una novela típicamente consumista, un futuro best-seller, escrito por ella misma. Liz, que en esos momentos padece una fuerte crisis creativa, reacciona con desprecio. Pese a todo, Liz acepta mostrarle a su editor la novela de Merry, con la esperanza de que ésta se publicará. Y en tanto que Liz sigue sufriendo su crisis creativa, el éxito sonríe a Merry y pronto sus libros se venden por millares. Esto genera en Liz un sentimiento de amargura y de envidia, lo cual llevará a las amigas a un distanciamiento. Al contrario que Merry, prototipo de la mujer de moral burguesa, Liz consuela su soledad con varios hombres, sin demasiada convicción, en tanto que el matrimonio de Merry rueda cuesta abajo.
Un tiempo después, Merry se traslada a Nueva York con su hija Debby (Meg Ryan). Merry, muy a su pesar, se ha divorciado de Doug. Allí los contactos entre las dos amigas evidencian las tensiones de una relación que, por otra parte, se mantiene firme, de acuerdo con el pacto de recíproca fidelidad que se hicieron años atrás. Sin embargo son frecuentes los estallidos de ira y las desavenencias entre las dos mujeres: Merry envidia la independencia personal y la libertad que, como autora, ostenta Liz, pero ésta no puede ocultar sus celos por la facilidad con que Merry escribe. Así las dos mujeres, con el paso de los años,  se encuentran ricas y famosas, pero solas... Cuando Merry comunica a Liz que Doug piensa rehacer su vida junto a otra mujer, estalla una crisis que pone a ambas amigas en una situación difícil; situación en la que los conflictos no resueltos del pasado, basados en los celos y suposiciones de Merry hacia Liz referentes a Doug, lleva ambas amigas a replantearse su amistad y todo lo que han vivido juntas. El problema se agravará cuando Merry, nominada al premio de escritor del año, no logre hacerse con la estatuilla.

## Reparto
| Actor             | Personaje             |
| ----------------- | --------------------- |
| Jacqueline Bisset | Liz Hamilton          |
| Candice Bergen    | Merry Noel Blake      |
| David Selby       | Doug Blake            |
| Hart Bochner      | Chris Adams           |
| Steven Hill       | Jules Levi            |
| Michael Brandon   | Max                   |
| Meg Ryan          | Debby Blake (18 años) |
| Nicole Eggert     | Debby Blake (8 años)  |
| Matt Lattanzi     | Jim                   |
| Daniel Farldo     | Ginger Trinidad       |
| Fay Kanin         | Profesor Fields       |

## Producción
Basada en la obra de teatro de John Van Druten Old Acquaintance, Ricas y famosas no es más que una adaptación de  ésta, aunque ya antes hubo otra adaptación cinematográfica en 1943 y con el mismo título que la obra de teatro. La película, que fue dirigida por Vincent Sherman, tuvo a Bette Davis y a Miriam Hopkins como principales protagonistas, y su título en español es Vieja amistad.
La adaptación, servida por el guionista Gerald Ayres, fue dirigida en un principio por Robert Mulligan, en un rodaje ciertamente accidentado. Así, una huelga de personal técnico y relacionado con la industria del cine, que tuvo lugar en 1981, unido a las desavenencias con Jacqueline Bisset, obligaron a Mulligan a abandonar el proyecto. Aunque el director quiso retomar el rodaje, no pudo, debido a contratos anteriores que éste tenía pendientes y que la huelga retrasó. La Metro-Goldwyn-Mayer quiso terminar la película y George Cukor pronto entró en el proyecto, quien a sus 83 años quiso empezarlo desde cero. Así pues, Ricas y famosas, fue el último film de Cukor. Producida por William Allyn y la propia Jacqueline Bisset (pese a no figurar en los créditos como tal), y con un presupuesto de 11 millones de dólares, se rodó en los estudios de la Metro en Culver City, Los Ángeles, y en los exteriores de Malibu, California. También en Nueva York, concretamente en el Hotel Waldorf Astoria, algunas calles de Manhattan y en Central Park. Finalmente su estreno tuvo lugar el 23 de septiembre de 1981 en la ciudad de Los Ángeles.
Ricas y famosas es el film de Cukor en el que la sexualidad es tratada de modo más explícito, pese a la moderación y contención de las imágenes. Refleja las maneras de pensar y actuar de la mujer americana de los 80, moderna, independiente, liberada, muy diferente de las mujeres de los años 50. Además elogia el valor de la amistad y describe la multiplicidad de los elementos que la componen; ofreciendo un estimable fresco de una firme amistad femenina. El duelo interpretativo de las dos protagonistas es espectacular y convincente. Por último, incorpora el humor como elemento de transición y distensión. Su estreno coincidió con el 50 aniversario de profesión de Cukor.
La música, de Georges Delerue, aporta una partitura colorista, melódica y rítmica. Añade dos canciones ajenas: "Take Me For A Buggy Ride" (Bessie Smith) y "On The Sunny Side of the Street" (Willie Nelson).

## Premios
- El guion de Gerald Ayres obtuvo el premio del Gremio de Escritores de América en la categoría de mejor guion adaptado desde otro medio.